# جوشوا فيدلر
جوشوا فيدلر (بالإنجليزية: Joshua Fiedler)‏ هو عازف قيثارة أمريكي، ولد في 19 ديسمبر 1978.

## وصلات خارجية
- الموقع الرسمي